# Tyristrand
Tyristrand is een plaats in de Noorse gemeente Ringerike, provincie Buskerudn. Tyristrand telt 802 inwoners (2007) en heeft een oppervlakte van 1,21 km².